# Амлен, Шарль
Шарль Амле́н (фр. Charles Hamelin; род. 14 апреля 1984) — канадский шорт-трекист, 4-кратный олимпийский чемпион и 15-кратный чемпион мира.

## Биография
Шарль Амлен родился в Леви, но вырос в Сент-Жюли, к востоку от Монреаля. Его младший брат Франсуа начал кататься на коньках в возрасте 5-ти лет. Шарль, который был старше брата на 2 года занимался бейсболом под руководством отца, и присоединился к брату на льду в возрасте 9-ти лет, в 1994 году. Их отец, Ив, также проявил большой интерес к новой страсти своих сыновей и начал тренировать их.
Братья Амлен регулярно катались на коньках на арене Сент-Жюли, прежде чем присоединились к Монреальскому международному конькобежному клубу в 2000 году. Шарль дебютировал на международном уровне в 2001 году на юниорском чемпионате мира в Варшаве, а завоевал свою первую международную медаль на чемпионате мира среди юниоров в Чхунчхоне 2002 года. Он был частью канадской команды, которая выиграла серебряную медаль в эстафете. 
Год спустя на чемпионате мира среди юниоров в Будапеште финишировал 2-м после южнокорейца Ли Хо Сока на дистанциях 500 м и 1500 м и завоевал бронзовую медаль в мужской эстафете. Осенью он дебютировал на Кубке мира. В 2004 году на юниорском чемпионате мира в Пекине вновь стал бронзовым призёром в эстафете. 
На Кубке мира 2004 года в Чехии он занял 2-е место в эстафете и финишировал 3-м в беге на 1000 метров в Бормио. А в декабре выиграл свою первую гонку Кубка мира в Сагенее. В конце сезона одержал победы на 1000 м в Будапеште и на 500 м в Словакии. В марте 2005 года Амлен выиграл серебро в беге на 500 м и золото в эстафете на чемпионате мира в Пекине.
На зимних Олимпийских играх 2006 в Турине он выиграл серебряную медаль в эстафете, а в индивидуальных соревнованиях его лучшим результатом стало 4-е место на 1500 метрах. Через два месяца после завоевания своей первой олимпийской медали Амлен выиграл бронзовую медаль в беге на 1000 м и помог сборной Канаде второй год подряд завоевать золотую медаль в эстафете.
В 2006-07 годах он выиграл гонки Кубка мира на дистанциях 500 и 1000 метров и чемпионате мира в Милане на дистанции 500 метров. В 2008 и 2009 годах Амлен выиграл два Кубка мира в общем зачёте на дистанции 500 м и один на 1000 м. На чемпионате мира в Вене 2009 года он выиграл свою вторую золотую медаль на дистанции 500 метров за три года. 
В преддверии зимних Олимпийских игр 2010 года Шарль завоевал золотые медали на дистанции 500 метров на этапах Кубка мира в Сеуле и Монреале. На следующих зимних Олимпийских играх 2010 года в Ванкувере выиграл две золотые медали, став лучшим на дистанции 500 метров и в эстафете. В 2011 году на чемпионате мира в Шеффилде выиграл золотую медаль в эстафете и серебряную в общем зачёте многоборья.
С 2011 по 2013 год Амлен выиграл 13 индивидуальных гонок Кубка мира и 10 медалей на чемпионатах мира. На зимних Олимпийских играх в Сочи выиграл золото на дистанции 1500 метров. Он упал в забегах на 500 м и четвертьфинале на 1000 м. На чемпионате мира в Монреале 2014 года он завоевал золотую медаль на дистанции 1500 м и бронзовую медаль на дистанции 500 м, выиграв 3-е место в многоборье.
На чемпионате мира в Москве 2015 года он взял серебро на дистанции 1000 м и бронзу на дистанции 1500 м. В сезоне 2015-16 годов он завоевал шесть индивидуальных золотых медалей на пяти этапах Кубка мира и занял 2-е место в общем зачете на чемпионате мира 2016 года, выиграв золото на дистанции 1000 м и серебро в эстафете. В сезоне 2016-17 выиграл ещё две золотые медали Кубка мира, а также бронзу на дистанции 1000 м на чемпионате мира в Роттердаме.
В сезоне 2017/18 годов Амлен завоевал три золотые медали Кубка мира (одну на дистанции 1500 м и две в эстафете 5000 м), а также две бронзовые (в эстафете и 1500 м). В феврале на зимних Олимпийских играх в Пхёнчхане он участвовал на дистанциях 500 м, 1000 м и 1500 м, но был оштрафован во всех трёх дисциплинах и не попал на подиум, но всё же выиграл бронзовую медаль в эстафете.
В марте 2018 года на чемпионате мира в Монреале Шарль завоевал золото на дистанциях 1000 и 1500 м и серебро в эстафете. В сезоне 2020/21 годов он выиграл 37 медалей Кубка мира ISU, в том числе 13 золотых, пять из которых пришли в эстафете, а также выиграл золотую медаль на дистанции 1500 м на чемпионате мира в Дордрехте.
На зимних Олимпийских играх в Пекине ему была оказана честь быть знаменосцем церемонии открытия сборной Канады, а 16 февраля Амлен выиграл свою 6-ю олимпийскую медаль, приведя Канаду к золотой медали в мужской эстафете. И только россиянин Виктор Ан имеет больше олимпийских титулов, чем Амлен. В апреле 2022 года после чемпионата мира в Монреале Шарль Амлен завершил карьеру спортсмена в возрасте 38 лет, выиграв с командой бронзовую медаль в эстафете.

### Результаты на Олимпийских играх
| Олимпийские игры | 500 м | 1000 м | 1500 м | Эстафета | Смеш. эстафета |
| ---------------- | ----- | ------ | ------ | -------- | -------------- |
| 2006 Турин       | —     | —      | 4      | 2        | н/д            |
| 2010 Ванкувер    | 1     | 4      | 7      | 1        | н/д            |
| 2014 Сочи        | 32    | 14     | 1      | 6        | н/д            |
| 2018 Пхёнчхан    | DSQ   | 9      | 13     | 3        | н/д            |
| 2022 Пекин       | —     | —      | 19     | 1        | —              |

## Личная жизнь
Шарль Амлен с 2010 года был в отношениях с канадской шорт-трекисткой Марианной Сен-Желе. Их поцелуй после победы Амлена на дистанции 500 м был широко освещён. В 2010 году журнал Hello! назвал эту пару в своем списке «50 Самых красивых в Канаде». Они объявили о прекращении своих отношений вскоре после зимних Олимпийских игр 2018 года в Пхёнчхане. Он женат на канадской телеведущей Женевьеве Лефевр-Тардиф, у них родилась в 2020 году дочь Виолетта.
Его младший брат Франсуа выиграл золото в шорт-треке в эстафете на зимних Олимпийских играх 2010 года в Ванкувере. Его отец Ив был лидером канадской команды по шорт-треку с 2010 по 2014 года. Его мать Манон Гуле является двоюродной сестрой члена Зала славы НХЛ Мишелем Гуле, который выступал за «Квебек Нордикс» и «Чикаго Блэкхокс». Амлен получил награду Марка Ганьона от Speed Skating Canada 11 раз в период с 2005 по 2021 год. Награда признает канадского спортсмена года по шорт-треку. Он любит играть в видеоигры, ходить в кино.